# Fleischware in Aspik
Fleischware in Aspik umfasst eine Rezeptgruppe von Kochwurst. Die Herstellung ähnelt der Sülzwurst, jedoch können diese Produkte nicht als Wurst im herkömmlichen Sinn bezeichnet werden, ebenso wenig entsprechen sie dem allgemeinen Verständnis von Fleischware. Für die Zubereitung werden Zutaten in Formen gefüllt und mit Aspik übergossen. Nach dem Verfestigen werden die Körper aus den Formen gestürzt und zum Verzehr zerteilt oder als Schaustücke verwendet.
Derartige Fleischwaren werden in der Regel an der Oberfläche mit einer Garnierung versehen. Diese entsteht, indem man am Boden von Formen Dekorelemente einfügt, sodass sie nach dem Stürzen sichtbar sind. Typische Garnierungen sind Gemüsesorten wie Tomate, Paprika oder Karotten, die teilweise vorgegart sind; Sauergemüse wie Gewürzgurke und Salzgurke, Kapern, Oliven sowie gegarte Speisepilze und Trüffel. Daneben werden Garnierungen aus Fleisch verwendet, Zunge, Braten, Rohwurst und Brühwurst. Ebenso ist der Einsatz von gekochtem Ei und Fisch (z. B. Lachs und Sardellen) üblich. Zur Verstärkung des optischen Effekts werden auch gefärbte Aspiks und vorgeformte Elemente davon verwendet.
Die Garnierungen werden in unterschiedliche Formen ausgerichtet. Üblich sind symmetrische Muster, natürliche Elemente wie Blätter, Blüten und Muscheln. Aber auch moderne Elemente wie Buchstaben und Texte daraus sind möglich.

## Bekannte Gerichte
- Tellersülze (auch Schüsselsülze)
- Sülze (auch Sülzpastete)
- Schinkenröllchen in Aspik
- Sülzkotelett

Außerdem werden diverse vorgegarte Fleischteile mit Aspik umschlossen. Die teilweise als minderwertig angesehenen Teile sollten so aufgewertet werden. Es wird z. B. für Zunge, Kalbs- und Rinderbrust, Schweinebauch und Eisbein bzw. Hachse angewendet.